# Ілугдін Григорій Львович
Григорій Львович Ілугдін (* 19 листопада 1949, Рига, Латвійська РСР) — російський кінорежисер-документаліст, дійсний член Євразійської Академії Телебачення і Радіо (ЄАТР), член Спілки кінематографістів Росії і Гільдії кінорежисерів Росії, генеральний продюсер кінокомпанії MIRIAM MEDIA.
Закінчив Латвійський державний університет і ВДІК. Перші репортерські знімки опублікувала ризька газета Радянська молодь. Працював на Ризькій кіностудії, студії Центрнаучфільм, телеканалах ОРТ і ТВЦ (де, зокрема, випускав програму «Імпровізація на тему» з саксофоністом Олексієм Козловим як ведучий).
Серед найбільш відомих робіт Ілугдін — картина «Альбом Євфросинії» (2000, сценарій Наталії Ілугдін) про  Евфросинии Керсновскій, яка отримала спеціальний приз  кінофестивалю «Сталкер» як фільм, «котра довела, що людина може залишитися людиною навіть за 19 років заслань і таборів», і стрічка «Реприза» (2003, сценарій  Аркадія Ваксберга) про сталінський плані виселення євреїв на Крайню Північ.
У 2008 очолював експертну раду XII Міжнародного фестивалю телепередач і фільмів «Золотий бубон».
Син Дмитро Ілугдін (народ. 1977) — композитор, джазовий піаніст, лауреат російської молодіжної премії «Тріумф».
У березні 2014 року підписав лист «Ми з Вами!» на підтримку України.